# Sadie J
Sadie J es una serie de televisión británica nominada a los Premios BAFTA, producida por la BBC y transmitida por el canal CBBC. La primera temporada se emitió en 2011, la segunda temporada comenzó a principios del 2012 y concluyó a mediados de marzo. Una tercera temporada comenzó a transmitirse el 23 de enero de 2013.

## Argumento
La serie recorre la vida de la adolescente Sadie Jenkins, como "la única chica en un mundo de chicos" al estar rodeada por su padre Steve, su aprendiz Keith, su hermano menor Danny, su mejor amigo Jake y su perro Roger.

## Desarrollo y producción
La serie se filmó en los Elstree Studios en Londres, y fue creada por Robert Evans y producida por Paul McKenzie. Se basa en la sobrina de la vida real de Evans, Sadie, y su hermano menor Danny (quién comparten sus nombres en pantalla). El tema musical, "In A Boy's World", fue realizado por Georgia Lock, y está disponible para descargar en iTunes. 

## Reparto

### Personajes principales
- Sadie J (Georgia Lock): Sadie, más comúnmente conocida como Sadie J o Sass es una adolescente de trece años que vive con su padre Steve y su hermano Danny. A menudo tiende a aprovecharse de los talentos de sus amigos y toma el crédito por ellos. A pesar de ello, siempre recapacita sobre sus errores y sus amigos la perdonan.
- Delia "Dede" Baxter (Priyanka Patel): Dede es la mejor amiga de Sadie. Es muy inteligente y está decidida a alcanzar el 100% en todos los aspectos de la vida. No tiene mucho en común con Sadie, pero ambas aprendieron a aprovechar los talentos de la otra al máximo.
- Christopher "Kit" Karter (Ronan Carter): Kit es un adolescente extravagante y el mejor amigo de Sadie. Adora participar en producciones teatrales y es un seguidor de las celebridades. A diferencia de Dede, posee varios intereses comunes con Sadie.
- Danny Jenkins (Bill Nye): Danny es el hermano menor de Sadie. Siempre hace de las suyas con su mejor amigo Jake.
- Jake Healy (Bobby Fuller): Jake es el mejor amigo de Danny y es considerado el más tranquilo y sofisticado de los dos. Está demostrado que tiene más suerte con las niñas que Danny.
- Vanda Viazani (Sra. V) (Mel Giedroyc): es la dueña de la cafetería donde Sadie, y sus amigos acuden a menudo. Proviene de Rusia y es retratada como una mujer estricta, siempre decidida a coventir su negocio en el mejor.
- Keith Woods (Alfie Stewart): es el aprendiz de mecánico de Steve. Tiene un nivel de inteligencia -así como también emocional- extremadamente bajo, demostrando que es bastante vago, aunque se esmera para hacer las cosas bien.
- Steve Jenkins (Steve Spiers): es el padre de Sadie y Danny y es dueño de un taller mecánico.
- Rico (Alan Hall): Rico es asistente en un salón de belleza y ayuda a Sadie a buscar un nuevo "mejor amigo" después de la partida de Kit. Sadie se da cuenta de que Rico es el mejor amigo que ella está buscando, aunque a principio lo considera molesto y engreído.

### Personajes regulares
- Beverley "Bev" Summers (Sharlene Whyte): es la novia de Steve y la madre de Ashlii. Es dueña de su propio salón de belleza, y en el episodio final se revela que está embarazada de una hija.
- Ashlii Summers (Nina Jaspaul): Inicialmente es la archienemiga de Sadie. Chantajea y trata a Sadie como si fuera su esclava, pero más tarde, se convierte en su hermanastra cuando su madre y el padre de Sadie se comprometen, y al comprender que tendrán que convivir juntas, se hacen amigas.
- Taylor Bell (Thulani Storm Sityata): es el novio de Sadie. Tiene un gran sentido del deber y siempre trata de animar a Sadie a hacer lo correcto.
- Imogen (Daniella Eames): es la amiga y a la vez enemiga de Danny y Jake, previamente fue novia de Jake.

### Invitados
A lo largo de la serie ha habido invitados especiales, entre ellos Pixie Lott, Little Mix y Paul Hollywood.